# Pancho Gonzales
Pancho Gonzales (* 9. Mai 1928 in Los Angeles, Kalifornien als Ricardo Alonso González; † 3. Juli 1995 in Las Vegas, Nevada) war ein US-amerikanischer Tennisspieler.
Über einen Zeitraum von 25 Jahren, von 1948 bis Ende 1972, war er ein Weltklassespieler und galt von Anfang 1954 bis gegen die Mitte der 1960er-Jahre als der beste Spieler der Welt – länger als jeder andere zuvor und danach. Besonders sein Aufschlag war bei seinen Gegnern gefürchtet.

## Leben und Karriere

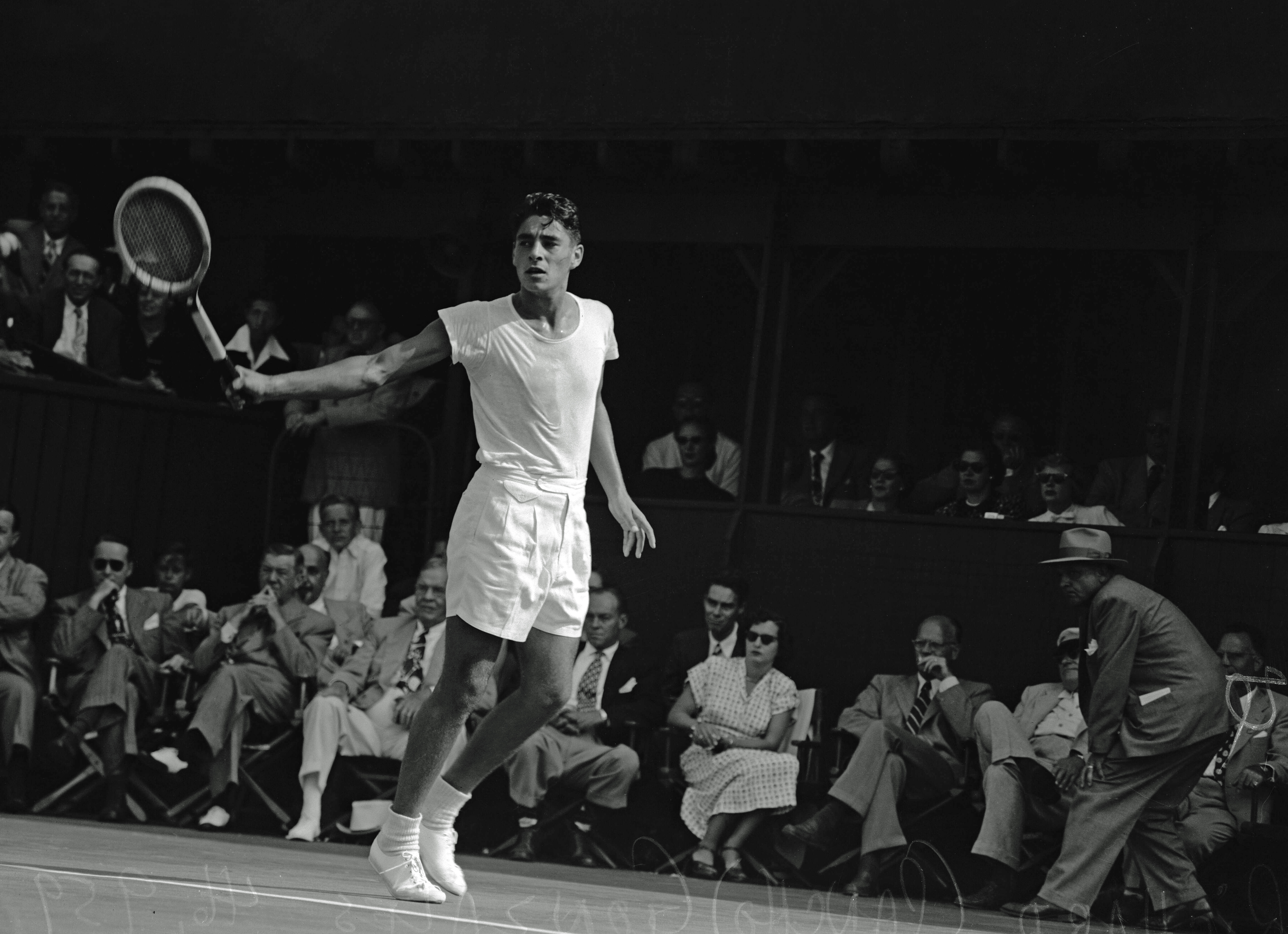
Pancho Gonzales (um 1950)

Seine Eltern emigrierten am Anfang des 20. Jahrhunderts von Mexiko in die USA. Er wurde 1928 in Los Angeles geboren und hatte eine schwere Kindheit. Er brachte sich selbst das Tennisspielen bei, ohne Unterstützung der angloamerikanischen Oberklasse, die das Tennisspielen in den 1940er-Jahren in Los Angeles dominierte. Als unbekannter 20-jähriger Nachwuchsspieler gewann er 1948 die amerikanischen Meisterschaften (heute US Open) in Forest Hills. Im nächsten Jahr konnte er erneut die Meisterschaften gewinnen. Dies war für ihn der Anlass, zu den Profis zu wechseln. In seinem ersten Profijahr wurde er vernichtend von Jack Kramer geschlagen und verschwand zunächst von der öffentlichen Bildfläche. Er gewann dann einige Profiturniere, schlug schließlich auch Kramer und war ab 1953 für fast ein Jahrzehnt der dominierende Spieler im Profitennis.
Gonzales spielte als Profi, bevor 1968 die Ära der offenen Turniere begann, und konnte daher bis zum Alter von 40 Jahren nicht in Wimbledon oder bei den US Open antreten. In seiner Profikarriere schlug er alle bedeutenden Spieler wie Frank Sedgman, Ken Rosewall, Lew Hoad, Tony Trabert, Mal Anderson und Ashley Cooper. Er gewann die US-Profimeisterschaften achtmal und die englischen Meisterschaften viermal. Im direkten Vergleich schlug er die besten Amateurspieler, die zu den Profis wechselten. Mit vierzig Jahren besiegte er so bekannte Spieler wie Rod Laver, Stan Smith, John Newcombe und Jimmy Connors, obwohl diese bis zu 20 Jahre jünger waren. Er gewann mit 43 Jahren als ältester Spieler aller Zeiten ein Profi-Tennisturnier. Roy Emerson war der dominierende Spieler mit einem Dutzend Siegen bei Grand-Slam-Turnieren in den 1960er-Jahren, doch konnte er den wesentlich älteren Gonzales nie besiegen.
Pancho Gonzales heiratete sechsmal und bekam acht Kinder. Seine letzte Frau Rita (* 1961), die einen Sohn von ihm hat, ist die Schwester von Andre Agassi. Gonzales starb 1995 in Las Vegas an Magenkrebs. Er wurde 1968 in die International Tennis Hall of Fame aufgenommen.

## Erfolge
Nachfolgend werden die Erfolge bei Grand-Slam-Turnieren und seit Beginn der Open Era aufgeführt.
| Legende                |
| Saisonendveranstaltung |
| Grand Slam (4)         |
| Open-Era-Turniere (12) |

| Titel nach Belag |
| Hartplatz (10)   |
| Rasen (3)        |
| Sand (1)         |
| Teppich (2)      |

### Einzel

#### Turniersiege
| Nr. | Jahr               | Turnier                         | Belag         | Gegner         | Ergebnis                  |
| --- | ------------------ | ------------------------------- | ------------- | -------------- | ------------------------- |
| 1.  | 6. September 1948  | U.S. National Championships (1) | Rasen         | Eric Sturgess  | 6:2, 6:3, 14:12           |
| 2.  | 22. August 1949    | U.S. National Championships (2) | Rasen         | Ted Schroeder  | 16:18, 2:6, 6:1, 6:2, 6:4 |
| 3.  | 17. Juli 1968      | Los Angeles                     | Teppich (i)   | Rod Laver      | 1:6, 6:3, 6:4             |
| 4.  | 27. September 1968 | Midland                         | Hartplatz     | Roy Emerson    | 7:5, 6:3                  |
| 5.  | 20. September 1969 | Los Angeles (1)                 | Hartplatz     | Cliff Richey   | 6:0, 7:5                  |
| 6.  | 6. Oktober 1969    | Las Vegas (1)                   | Hartplatz     | Arthur Ashe    | 6:0, 6:2, 6:4             |
| 7.  | 13. Mai 1970       | Las Vegas (2)                   | Hartplatz     | Rod Laver      | 6:1, 7:5, 5:7, 6:3        |
| 8.  | 20. September 1971 | Los Angeles (2)                 | Hartplatz     | Jimmy Connors  | 3:6, 6:3, 6:3             |
| 9.  | 13. Dezember 1971  | Kingston (1)                    | Hartplatz (i) | Clark Graebner | 6:4, 4:6, 6:3             |
| 10. | 13. Dezember 1971  | Des Moines                      | Teppich (i)   | Georges Goven  | 3:6, 4:6, 6:3, 6:4, 6:2   |
| 11. | 13. Dezember 1972  | Kingston (2)                    | Hartplatz (i) | Clark Graebner | 6:3, 6:4                  |

#### Finalteilnahmen
| Nr. | Jahr              | Turnier      | Belag       | Gegner           | Ergebnis                |
| --- | ----------------- | ------------ | ----------- | ---------------- | ----------------------- |
| 1.  | 18. März 1968     | São Paulo    | Sand (i)    | Rod Laver        | 5:7, 7:5, 4:6           |
| 2.  | 23. März 1968     | Buenos Aires | Sand        | Rod Laver        | 5:7, 7:5, 4:6           |
| 3.  | 28. November 1968 | New York     | Teppich (i) | Tony Roche       | 4:6, 3:6                |
| 4.  | 21. August 1969   | Baltimore    | Rasen       | Rod Laver        | 3:6, 6:3, 3:6, 6:3, 7:9 |
| 5.  | 3. Oktober 1969   | Midland      | Hartplatz   | Ken Rosewall     | 7:5, 1:6, 5:7           |
| 6.  | 27. März 1972     | Hongkong     | Hartplatz   | Mal Anderson     | 4:6, 3:6, 2:6           |
| 7.  | 3. Oktober 1972   | New York     | Teppich (i) | Charlie Pasarell | 6:4, 2:6, 2:6           |

### Doppel

#### Turniersiege
| Nr. | Jahr               | Turnier                                     | Belag     | Partner       | Gegner                         | Ergebnis           |
| --- | ------------------ | ------------------------------------------- | --------- | ------------- | ------------------------------ | ------------------ |
| 1.  | 16. Mai 1949       | Internationale französische Meisterschaften | Sand      | Frank Parker  | Eustace Fannin Eric Sturgess   | 6:3, 8:6, 5:7, 6:3 |
| 2.  | 20. Juni 1949      | Wimbledon                                   | Rasen     | Frank Parker  | Jim McManus Ted Schroeder      | 6:4, 6:4, 6:2      |
| 3.  | 20. September 1969 | Los Angeles (1)                             | Hartplatz | Ron Holmberg  | Jim McManus Jim Osborne        | 6:3, 6:4           |
| 4.  | 23. Juli 1972      | Columbus                                    | Hartplatz | Jimmy Connors | Robert McKinley Dick Stockton  | 6:3, 7:5           |
| 5.  | 24. September 1972 | Los Angeles (2)                             | Hartplatz | Jimmy Connors | Ismail El Shafei Brian Fairlie | 6:3, 7:6           |

#### Finalteilnahmen
| Nr. | Jahr            | Turnier      | Belag | Partner        | Gegner                      | Ergebnis                |
| --- | --------------- | ------------ | ----- | -------------- | --------------------------- | ----------------------- |
| 1.  | 27. April 1968  | Bournemouth  | Sand  | Andrés Gimeno  | Roy Emerson Rod Laver       | 6:8, 6:4, 3:6, 2:6      |
| 2.  | 20. April 1969  | Monte Carlo  | Sand  | Dennis Ralston | Owen Davidson John Newcombe | 7:5, 7:9, 4:6, 7:5, 5:7 |
| 3.  | 26. August 1973 | South Orange | Rasen | Tom Gorman     | Jimmy Connors Ilie Năstase  | 7:6, 3:6, 2:6           |

### Professional World Singles Tournament
- Wembley
  - Einzel 1950, 1951, 1952, 1956

- United States Professional Championship
  - Einzel 1953, 1954, 1955, 1956, 1957, 1958, 1959, 1961